# Шедра (Чад)
Шедра (фр. Chadra) — город и супрефектура в Чаде, административный центр департамента Западный Бахр-эль-Газаль региона Бахр-эль-Газаль. 

## Географическое положение
Город находится в западной части Чада, на берегах вади Бахр-эль-Газаль, на высоте 286 метров над уровнем моря.
Шедра расположена на расстоянии приблизительно 174 километров к северо-востоку от столицы страны Нджамены.

## Климат
Климат города характеризуется как аридный жаркий (BWh в классификации климатов Кёппена). Среднегодовая температура воздуха составляет 29,7 °C. Средняя температура самого холодного месяца (января) составляет 24,5 °С, самого жаркого месяца (мая) — 34,1 °С. Расчётная многолетняя норма осадков — 328 мм. В течение года количество осадков распределено неравномерно, основная их масса выпадает в период с мая по октябрь. Наибольшее количество осадков выпадает в августе (142 мм).

## Население
По данным официальной переписи 2009 года численность населения Шедры составляла 54 072 человека (27 656 мужчин и 26 416 женщин). Дети в возрасте до 15 лет составляли 50,7 % от общего количества жителей супрефектуры.

## Транспорт
Ближайший аэропорт расположен в городе Муссоро.